# 李易 (宋朝)
李易（？—1142年），字順之，江都（今江蘇揚州）人。
高宗建炎二年（1128年）進士第一名。建炎三年，爲江陰軍簽判。紹興元年（1131年），擢太常博士，遷中書舍人，出知揚州。官至敷文閣待制。紹興十二年（1142年），卒於秀州。《兩宋名賢小集》卷一八四有《李敷文詩集》一卷。事蹟見《宋歷科狀元錄》卷五。